# Prix Aneesur-Rahman de physique numérique
Le prix Aneesur-Rahman de physique numérique est un prix décerné chaque année depuis 1993 par la Société américaine de physique. Le récipiendaire est choisi pour « ses réalisations exceptionnelles en recherche en physique numérique ». Le prix porte le nom d'Aneesur Rahman, pionnier des méthodes de simulation en dynamique moléculaire, décédé en 1987. Le prix était doté de 5 000 entre 2007 et 2014 ; il est doté de 10 000 depuis.

## Récipiendaires
Source: Prix de la Société américaine de physique
- 2022 Giulia Galli
- 2021 Anders W. Sandvik
- 2020 Antoine Georges et Gabriel Kotliar
- 2019 Sharon C. Glotzer
- 2018 Hans Jürgen Herrmann (de)
- 2017 Sauro Succi
- 2016 Matthias Troyer (de)
- 2015 John D. Joannopoulos
- 2014 Robert Swendsen
- 2013 James R. Chelikowsky
- 2012 Kai-Ming Ho
- 2011 James M. Stone
- 2010 Frans Pretorius
- 2009 Allan Peter Young (de)
- 2008 Gary S. Grest
- 2007 Daan Frenkel
- 2006 David Vanderbilt
- 2005 Uzi Landman
- 2004 Farid Abraham
- 2003 Steven R. White
- 2002 David P. Landau
- 2001 Alex Zunger
- 2000 Michael John Creutz
- 1999 Michael L. Klein
- 1998 David Matthew Ceperley
- 1997 Donald H. Weingarten
- 1996 Steven Gwon Sheng Louie
- 1995 Roberto Car et Michele Parrinello
- 1994 John M. Dawson
- 1993 Kenneth G. Wilson

## Article lié
- Liste de prix de physique